# 鴛鴦茶
《鴛鴦茶》（Tea for Two）是一首20世紀20年代流行於百老匯的爵士樂曲。作曲者是Vincent Youmans，作詞者是Irving Caesar。這是1925年音樂劇《No, No, Nanette》其中的一首歌曲。這首歌是以一位幻想中的男子為觀點，他正計劃與他幻想中的女人共渡未來。
這首歌在1928年由季米特里·肖斯塔科維奇改編成管弦樂版的《大溪地狐步》。指揮家尼古拉·馬爾科與肖斯塔科維奇打賭100盧布說他不可能只聽過一遍就可以改寫成管弦樂版。結果在不到45分鐘，就改編完成，而贏得了賭金。
該歌曲在1966年法國電影《虎口脫險》里作為英國皇家空軍三位飛行員在巴黎的接頭暗號。
一個著名的詮釋版本是Tommy Dorsey的恰恰恰版。在2005年藉由McVitie餅乾的廣告，再度流行起來。
2017年日本電視動畫《動物朋友》最後一集以純鋼琴樂作為配樂演出。

## 舞蹈
在台灣的國際民俗舞蹈界，有編舞者取其音樂，編成一首恰恰舞蹈，名為拉丁旋律。

## 外部連結
- [永久]
- （页面存档备份，存于）
- 拉丁旋律 （页面存档备份，存于）